# Klášter Fossés-Saint-Victor

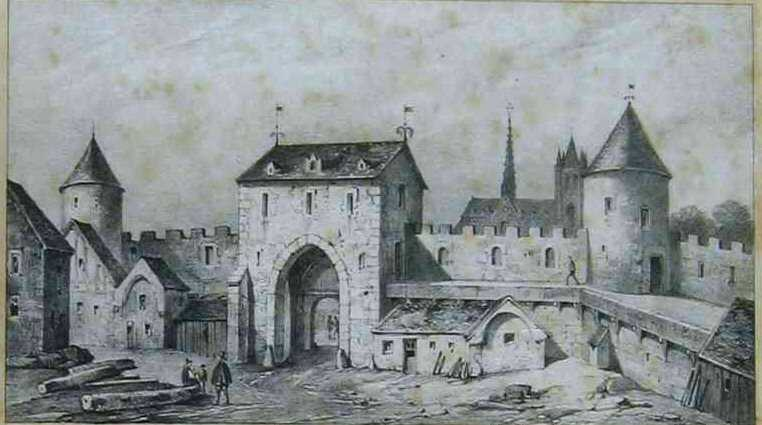
Porte Saint-Victor

Klášter Fossés-Saint-Victor (doslovně příkopy svatého Viktora) je bývalý klášter v Paříži. Nacházel se v ulici Rue des Fossés-Saint-Victor (dnes Rue du Cardinal-Lemoine) v 5. obvodu.

## Historie
V roce 1638 náboženské společenství z Anglie zakoupilo čtyři sousedící domy v ulici Rue des Fossés-Saint-Victor. Tato skupina budov se nacházela poblíž městských bran porte Saint-Victor a porte Saint-Michel starých městských hradeb krále Filipa II. Augusta. Ulice vedla podle bývalých příkopů těchto hradeb.
Na podzim 1793 během Velké francouzské revoluce byly příslušnice řádu internovány ve svém klášteru jako Angličanky a řeholnice. Klášter byl změněn na ženskou věznici a byly zde uvězněny i další Angličanky a také např. markýza de Mirabeau, matka revolucionáře Mirabeau, Louise a Émilie Contat, slavné herečky v Comédie-Française, Marie-Aurora de Saxe, posléze babička George Sandové aj. Osm uvězněných bylo gilotinováno kvůli obvinění proti jejich manželovi, otci nebo strýci.
Po thermidorském převratu byly jeptišky a další ženy 7. února 1795 propuštěny.